# Західне (Ровеньківський район)
За́хідне (до 1946 hjre — хутір Західний) — село в Україні, в Хрустальненській міській громаді Ровеньківського району Луганської області. Населення становить 112 осіб. Орган місцевого самоврядування — Маломиколаївська селищна рада.

## Географія
Село розташоване за 38 км від Антрацита. Найближча залізнична станція — Штерівка, за 9 км. Через Західне протікає річка Вільхівка.

## Населення
За даними перепису 2001 року населення села становило 112 осіб, з них 38,39% зазначили рідною українську мову, а 61,61% — російську.

## Історія
Засноване на початку XIX століття як хутір Західний. 1946 року перейменоване на село Західне.